# پسی بزغاله
پسی بزغاله یک ستاره است که در صورت فلکی بزغاله قرار دارد.